# 拉普拉塔市政厅

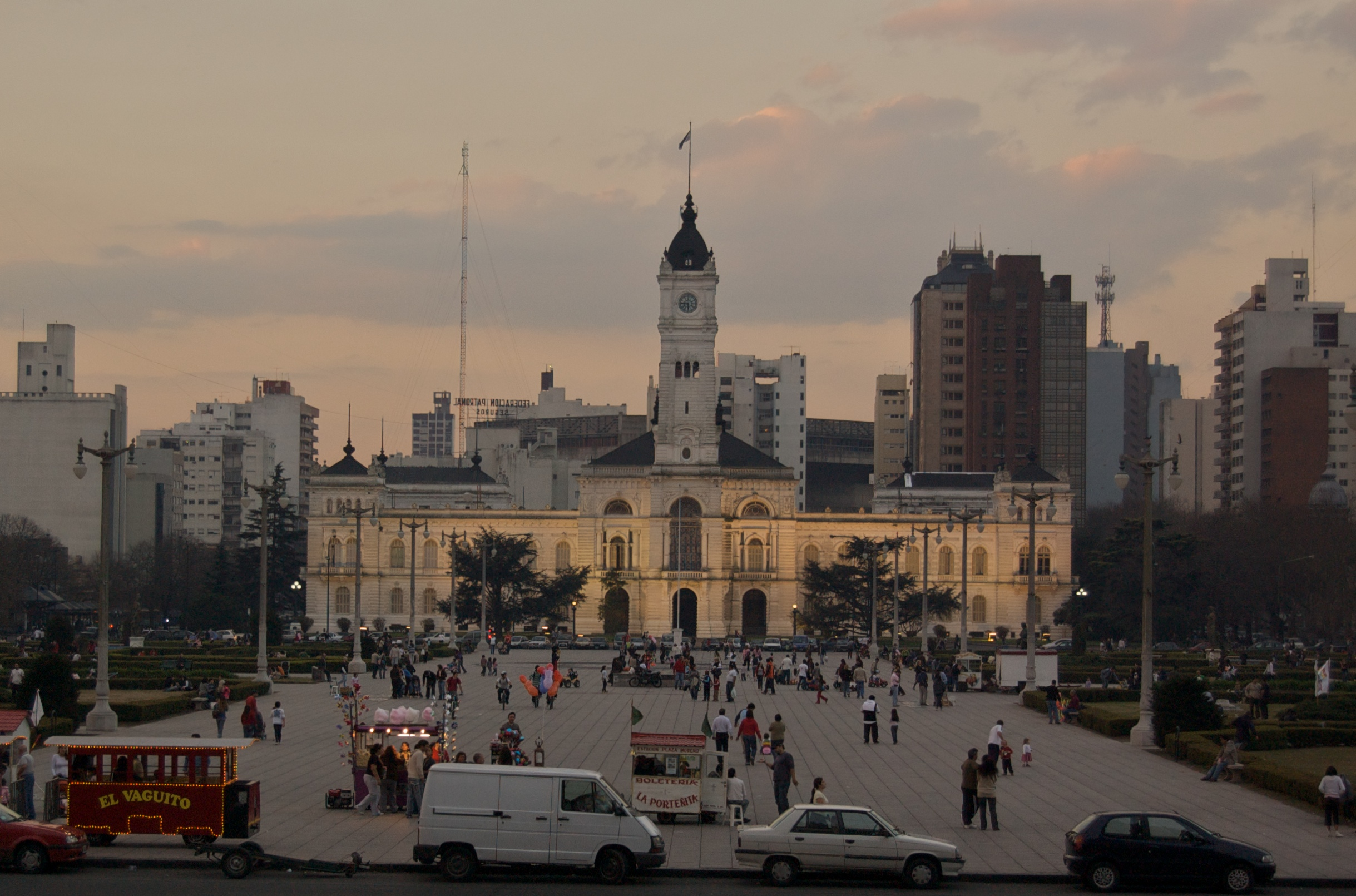
拉普拉塔市政厅

拉普拉塔市政厅位于阿根廷布宜诺斯艾利斯省拉普拉塔市的莫雷诺广场。
拉普拉塔作为布宜诺斯艾利斯省的新省会，新建于1882年11月19日，这是南美洲的第一个规划城市，首先采用电力照明。 
按照规划，在拉普拉塔的对角线街道网的中心，是莫雷诺广场，以政治家马里亚诺·莫雷诺的名字命名。莫雷诺广场的南侧是新哥特式的拉普拉塔主教座堂，由Benoit和埃内斯托·迈耶设计，北侧是市政厅，由迈耶和德国建筑师Hubert Stier（他设计了汉诺威和不莱梅的中央火车站）设计。
工程开始于1883年6月，于1888年完成。建筑面积14,400平方米，在德国文艺复兴风格的基础上，室内设计为罗曼式，包括两个庭院，市会议厅，以及“金色大厅”（Salón Dorado），接待大厅，大理石楼梯，斯洛文尼亚橡木地板，德国花窗玻璃，和1.2吨的蜘蛛吊灯。